# (157141) Sopron
(157141) Sopron est un astéroïde de la ceinture principale.

## Description
(157141) Sopron est un astéroïde de la ceinture principale. Il fut découvert le 6 août 2004 à Piszkesteto par Krisztián Sárneczky et Tamás Szalai. Il présente une orbite caractérisée par un demi-grand axe de 2,58 UA, une excentricité de 0,12 et une inclinaison de 15,7° par rapport à l'écliptique.

## Compléments